# Ян Баєр
Ян Баєр (словац. Ján Bayer; 1630 — 14 травня 1674) — словацький філософ, представник пряшівської школи.
Народився у Пряшеві. З 1653 навчався в Віттенберзькому унверситеті Мартіна Лютера. У 1659 повернувся в рідне місто. Деякий час служив проповідником в Банській Бистриці, а потім у Спиському Подграді.
Проповідував емпіризм Френсіса Бекона. Виступав проти схоластичної інтерпретації філософії Аристотеля. Єдино вірним методом вважав індуктивний. Філософію Байєр ділив на три частини: гностику, діагностику і гнорістику. Гностика розглядає способи пізнання речей. Діагностика вказує на спосіб дослідження і оцінки речей. Гнорістика міркує про розум і метод в цілому.
Свою працю «Нитка в лабіринті ...» Баєр вважав вступом до нової філософії.

## Твори
- Переддвер'я, або Храм природи. (1662)
- Нитка в лабіринті, або «Полярна зірка», тобто універсальне світло розуму, запалене для тих, хто осягає, досліджує і поширює знання про речі взагалі. (1663)